# Stenungsund
Stenungsund est une localité de la commune de Stenungsund dans le comté de Västra Götaland en Suède.
Sa population était de 13 840 habitants en 2019.